# Paraonis cornatus
Paraonis cornatus är en ringmaskart som beskrevs av Hartman 1965. Paraonis cornatus ingår i släktet Paraonis och familjen Paraonidae. Inga underarter finns listade i Catalogue of Life.